# Club Atletisme Sant Boi
El Club Atletisme Sant Boi (CASB) és un club d'atletisme de Sant Boi de Llobregat fundat l'any 1981. El Club Atletisme Sant Boi és un club d'atletisme català, i com a tal forma part de la Federació Catalana d'Atletisme i participa en les competicions de la Lliga Catalana de clubs. El 1987 es fusionà amb el "Grup Esportiu Parellada", del qual prengué en part el nom i es creà el "Grup Esportiu Parellada Sant Boi". La temporada 1989-90 organitzà el Campionat de Catalunya d'atletisme júnior i la 1990-91 el Campionat d'Espanya promesa, en què participaren més de 500 atletes. A principi dels anys noranta començà a utilitzar les pistes municipals d'atletisme de Sant Boi de Llobregat, anomenades "Pistes municipals d'atletisme Constantí Miranda", en record de l'atleta i dirigent esportiu santboià Constantí Miranda Justo de la Concepción. L'any 2000 prengué el nom actual de "Club d'Atletisme Sant Boi". El CASB disposa d'una escola d'atletisme i d'equips en totes les categories d'edat. A més de la pràctica del fons, mig fons i camp a través, també es practica triatló, duatló i curses de muntanya. Pel que fa a atletes formats en el Club, destaquen, entre d'altres, l'atleta Marta Bosch Jiménez, subcampiona d'Espanya absoluta de 800 metres llisos, o les fondistes Montserrat Cinca Pato, campiona de Catalunya d'atletisme en 10.000 metres el 2001 i de muntanya el 2007, i María Luisa Muñoz González campiona de Catalunya de 10.000 metres (1990, 1991, 1993), de marató (1992) i de muntanya (2004, 2006).
Des de l'any 1985, el Club Atletisme de Sant Boi organitza, amb el suport de l'Ajuntament, la ja tradicional Cursa Popular Vila de Sant Boi, que des de la seva 27a edició, el 2012, a més de l'objectiu de mobilitzar la població i promoure la celebració d'esdeveniments esportius, també té un component solidari, en col·laborar, amb part del cost d'inscripció en la investigació en matèria de salut mental que realitza el Parc Sanitari Sant Joan de Déu. El CASB és també un dels organitzadors de la Pujada a Sant Ramon i del Cros de Salut Mental.